# Joan (série télévisée)
Joan est une mini-série britannique en six épisodes de 42 minutes créée par Anna Symon et réalisée par Richard Laxton, diffusée depuis le 29 septembre 2024 sur ITV.
Il s'agit de l'adaptation des mémoires de Joan Hannington, personnalités les plus notoires de la pègre londonienne. L'ouvrage est publié en 2002 sous le titre I Am What I Am: The True Story of Britain's Most Notorious Jewel Thief,.

## Synopsis
Dans les années 1980 à Londres, Joan Hannington est résolue à fuir un mariage violent. Afin d’obtenir une vie meilleure pour elle et sa fille, Joan se transforme, grâce à son intelligence, son charme et son talent pour l'imitation, en voleuse de bijoux. Sa vie d’aventure est parsemée de plusieurs réussites mais aussi d’échecs.

## Distribution
- Sophie Turner (VF : Kelly Marot) : Joan Hannington
- Frank Dillane (VF : Gauthier Battoue) : Boisie Hannington
- Mia Millichamp-Long (VF : Cécile Gatto) : Kelly
- Kirsty J. Curtis : Nancy
- Gershwyn Eustache Jr. (VF : Jean-Baptiste Anoumon) : Albie
- Tomi May : King
- Laura Aikman (en) : Val
- Alex Blake : Bernard

 Sauf indication contraire, les informations mentionnées dans cette section peuvent être confirmées par les bases de données cinématographiques IMDb et Allociné,  présentes dans la section « Liens externes ».